# Isländische Basketballnationalmannschaft der Damen
Die isländische Basketballnationalmannschaft der Damen vertritt Island im internationalen Basketball und wird vom nationalen Basketballverband KKÍ (isländisch Körfuknattleikssamband Íslands) organisiert.
Bisher konnte sich die Mannschaft noch zu keinem größeren internationalen Wettbewerb qualifizieren.

## Abschneiden bei internationalen Wettbewerben

### Olympische Spiele
| - keine |

### Weltmeisterschaften
| - keine |

### Europameisterschaften
| - keine |

## Kader
Eine Übersicht des Kaders findet sich beispielsweise in der englischsprachigen Fassung dieses Artikels oder auf dem Internetportal eurobasket.com (s. Abschnitt Weblinks).